# Kiểm duyệt Internet ở Hoa Kỳ
Kiểm duyệt Internet ở Hoa Kỳ là sự đàn áp thông tin được công bố hoặc xem trên Internet ở Hoa Kỳ. Hoa Kỳ có quyền bảo vệ quyền tự do ngôn luận và bày tỏ chống lại sự kiểm duyệt của chính phủ liên bang, tiểu bang và địa phương, một quyền được bảo vệ bởi Hiến pháp sửa đổi đầu tiên của Hiến pháp Hoa Kỳ. Những biện pháp bảo vệ mở rộng ra Internet; tuy nhiên, chính phủ Hoa Kỳ đã kiểm duyệt các trang web trong quá khứ và chúng đang tăng số lượng cho đến ngày nay.
Vào năm 2014, Hoa Kỳ đã được thêm vào danh sách "Kẻ thù của Internet" của Phóng viên Không Biên giới (RWB), một nhóm các quốc gia có mức độ kiểm duyệt và giám sát Internet cao nhất. RWB tuyên bố rằng Hoa Kỳ đã "làm suy yếu niềm tin vào Internet và các tiêu chuẩn bảo mật của chính họ" và rằng " các hoạt động giám sát và giải mã của Hoa Kỳ là mối đe dọa trực tiếp đối với các nhà báo điều tra, đặc biệt là những người làm việc với các nguồn nhạy cảm là bí mật và là người tối quan trọng. đã chịu áp lực rồi. " 
Trong báo cáo Freedom On the Net 2017 do Freedom House được chính phủ Hoa Kỳ tài trợ trong khoảng thời gian từ tháng 6 năm 2016 đến tháng 5 năm 2017, Hoa Kỳ được xếp hạng tự do mức thứ năm trong số 65 quốc gia được xếp hạng.